# ليندسي غوردون
ليندسي غوردون هو عسكري كندي، ولد في 11 ديسمبر 1892 في مونتريال في كندا، وتوفي في 3 مارس 1940.